# Il diluvio universale (Falvetti)
Pour les articles homonymes, voir Il diluvio universale.
Il diluvio universale est un oratorio de Michelangelo Falvetti, représenté pour la première fois à Messine en 1682.

## Représentations
Cette œuvre, oubliée depuis plus de trois siècles, a été retrouvée et rééditée par le musicologue italien Nicolò Maccavino, puis enregistrée pour la première fois en 2010 par le groupe Cappella Mediterranea et le Chœur de chambre de Namur, dirigés par Leonardo García Alarcón.
Elle a été représentée au festival d'Ambronay (Ain) en 2010 ; cette production tourne depuis dans un certain nombre de villes en Europe et dans le monde.